# Partido Verde de Pakistán
El Partido Verde de Pakistán (en urdu: پاکستان گرین پارٹی‎), también conocido como los Verdes de Pakistán, es un partido político verde en Pakistán. Fue fundado el 28 de abril de 2002 y actualmente está dirigido por Liaquat Ali Shaikh.

## Plataforma
Los diez valores básicos o posiciones políticas de los Verdes de Pakistán son similares a los diez principios de otros partidos verdes: 
- Democracia de base
- Justicia social e igualdad de oportunidades
- Sabiduría ecológica (ecosofia)
- No violencia
- Descentralización de la autoridad del poder al pueblo
- Economía comunitaria y justicia económica
- Igualdad de género
- Respeto a la diversidad.
- Responsabilidad personal y global
- Sustentabilidad

## Controversia
El Partido Verde de Pakistán ha tenido miembros y activistas físicamente atacados y asesinados como parte de una campaña de "intimidación política".